# Florence (Texas)
Florence ist eine City des Williamson Countys im US-Bundesstaat Texas in den Vereinigten Staaten. Das U.S. Census Bureau hat bei der Volkszählung 2020 eine Einwohnerzahl von 1.171 ermittelt.

## Geographie
Die Entfernung zu der nördlich gelegenen Stadt Killeen beträgt rund 30 Kilometer. 60 Kilometer südlich liegt Austin. Die Hauptverkehrsstraße Texas State Highway 195 verläuft durch die Stadt.

## Geschichte
Im Jahre 1851 eröffnete ein Kaufmann mit Namen Brooks in der Siedlung des heutigen Florence ein Ladengeschäft (General store) und gab der neuen Stadt den Namen „Brookville“. Weitere Geschäfte, eine Mühle und eine Poststelle folgten und die Einwohnerzahl wuchs. 1957 wurde der Ort in „Florence“ umbenannt. Bezüglich der Namensgebung gibt es mehrere Versionen: Einige Chronisten sind der Ansicht, dass dies zu Ehren der Tochter des Kaufmanns, Florence Brooks geschah, andere geben an, dass der erste Poststellenleiter aus Florence in Alabama stammte und deshalb der gleiche Name auch für diesen Ort in Texas gewählt wurde. Nachdem eine Eisenbahnlinie durch den Ort führte, wuchs die Einwohnerzahl auf über 1000 Personen an und es entwickelten sich landwirtschaftliche Betriebe für Viehzucht und es wurde Baumwolle sowie Weizen angebaut. Während der Great Depression fiel die Einwohnerzahl wieder und betrug an deren Ende weniger als 500 Personen. Mit der Gründung der Militärbasis im 30 Kilometer nördlich gelegenen Fort Hood, seit 2023 Fort Cavazos, im Jahre 1942 wurde die Region als Wohngegend und Sitz von Dienstleistungsbetrieben wieder attraktiver, wovon auch Florence profitierte. Ebenso wirkte sich die Verlegung des Hauptsitzes der Computerfirma Dell in das 30 Kilometer südlich gelegene Round Rock im Jahre 1996 günstig aus. So stieg die Einwohnerzahl bis zum Jahr 2012 auf 1195 Personen, was eine Steigerung um 13,4 % gegenüber dem Jahr 2000 bedeutet. Das Durchschnittsalter der Bewohner lag im Jahre 2012 mit 30,9 Jahren sehr deutlich unter dem Durchschnittswert von Texas, der 40,8 Jahre betrug.